# فهرست نقش‌آفرینی‌های آدری هپبورن
آدری هپبورن (۴ مه ۱۹۲۹ – ۲۰ ژانویه ۱۹۹۳) بازیگر بریتانیایی بود که از ۱۹۴۸ تا ۱۹۹۳ فعالیت گسترده‌ای در فیلم، تلویزیون و بر روی صحنه داشت. هپبورن از دید تعدادی به عنوان یکی از زیباترین زنان تمام دوران شناخته می‌شود. موسسه فیلم آمریکایی هپبورن را در رده سوم بزرگ‌ترین ستاره‌های سینمای آمریکا انتخاب کرد. هپبورن به عنوان یک نماد مد و سینما نیز در یادها مانده‌است. اولین نقش‌آفرینی هپبورن در ۱۹۴۸ و به عنوان یک مهماندار پرواز در فیلم هلندی هلندی در هفت درس بود. سپس هپبورن به عنوان یک عضو گروه کر در تئاترهای موزیکال بریتانیایی کفش‌های دکمه بالا در ۱۹۴۸ و سس تارتار در ۱۹۴۹ به روی صحنه رفت. دو سال بعد، او در اولین اجرای خود در برادوی به عنوان شخصیت اصلی نمایشنامه جیجی ظاهر شد. اولین حضور هپبورن در هالیوود در ۱۹۵۳ و به عنوان یک شاهزاده خانم فراری در تعطیلات رمی ساخته ویلیام وایلر مقابل گرگوری پک بود که او را به یک ستاره تبدیل کرد. هپبورن برای ایفای نقش‌اش در تعطیلات رمی جایزه اسکار بهترین بازیگر زن، جایزه بفتای بهترین بازیگر نقش اول زن و جایزه گلدن گلوب بهترین بازیگر زن فیلم درام را از آن خود کرد. در ۱۹۵۴ هپبورن در کمدی عاشقانه سابرینا، ساخته بیلی وایلدر، در مقابل همفری بوگارت و ویلیام هولدن در نقش دختر یک راننده که در یک مثلث عشقی بین دو برادر گرفتار شده‌است به ایفای نقش پرداخت. در همان سال، هپبورن جایزه تونی برای بهترین بازیگر زن در یک نمایشنامه را برای به اجرای نقش یک نیمف در نمایشنامه اوندین به دست آورد.
نقش بعدی وی ناتاشا روستوا در اقتباس سینمایی ۱۹۵۶ از جنگ و صلح لئو تولستوی بود. در ۱۹۵۷ هپبورن به همراه گری کوپر و موریس شوالیه در عشق در بعد از ظهر ساخته بیلی وایلدر و به همراه فرد آستر در فیلم موزیکال مضحک‌روی بازی کرد. دو سال بعد او در فیلم ماجراجویی عاشقانه عمارت‌های سبز و در نقش یک راهبه در داستان راهبه ظاهر شد. در ۱۹۶۱، هپبورن در نقش هالی گولایتلی، دختر کافه‌رو، در فیلم کمدی عاشقانه صبحانه در تیفانی و در نقش یک معلم در مظان همجنسگرایی در درام ساعت بچه‌ها ساخته ویلیام وایلر در مقابل شرلی مک‌لین ظاهر شد. دو سال بعد او مقابل کری گرانت در فیلم جنایی کمدی معما بازی کرد. در ۱۹۶۴ هپبورن در کمدی رمانتیک پاریس در تب و تاب مقابل ویلیام هولدن و به عنوان الایزا دولیتل، دختر گل‌فروش پایین‌شهری، در فیلم موزیکال بانوی زیبای من ظاهر شد. سه سال بعد او در فیلم جنایی تا تاریکی صبر کن در نقش یک زن نابینا بازی کرد که برایش یک نامزدی جایزه اسکار را به همراه داشت. نه سال بعد و در ۱۹۷۶ هپبورن در نقش ماریان در مقابل شون کانری در نقش رابین هود در رابین و ماریان بازی کرد.
آخرین نقش‌آفرینی هپبورن یک حضور کوتاه در فیلم همیشه اثر استیون اسپیلبرگ در ۱۹۸۹ بود. آخرین حضور تلویزیونی هپبورن به عنوان مجری و راوی سریال مستند تلویزیونی باغ‌های جهان با آدری هپبورن در ۱۹۹۳ بود که برای این نقش‌آفرینی پس از مرگش جایزه امی ساعات پربیننده را از آن خود کرد. به اعتبار دوران حرفه‌ای‌اش، هپبورن جایزه‌های ویژه‌ای همچون بفتا، جایزه گلدن گلوب سیسیل بی دمیل، جایزه یک عمر دستاورد هنری انجمن بازیگران فیلم و جایزه ویژه تونی را به دست آورد.

## فیلم

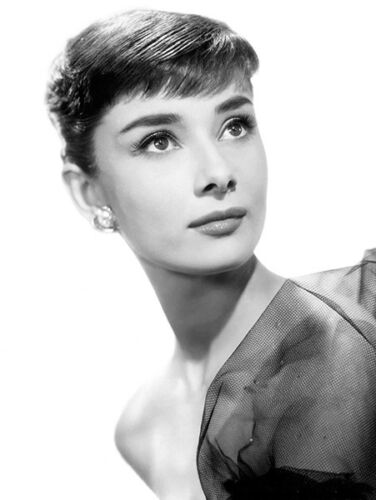
هپبورن در مضحک‌روی (۱۹۵۷)

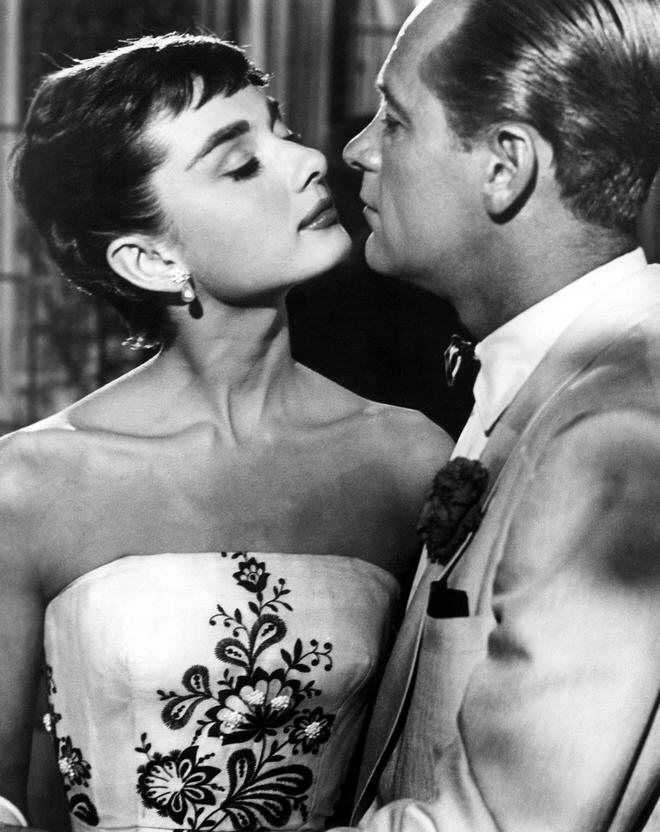
هپبورن (سمت چپ) روبرو ویلیام هولدن (راست) در سابرینا (۱۹۵۴)

| سال  | عنوان                 | نقش                                  | یادداشت‌ها                                                               | م.                   |
| ---- | --------------------- | ------------------------------------ | ----------------------------------------------------------------------- | -------------------- |
| ۱۹۴۸ | هلندی در هفت درس      | مهماندار پرواز                       | هلندی: Nederlands in Zeven Lessen                                       | [ ۲۶ ]               |
| ۱۹۵۱ | بی‌بندوبار             | پذیرش هتل                            | نامش ذکر نشده                                                           | [ ۲۶ ]               |
| ۱۹۵۱ | داستان همسران جوان    | ایو لستر                             |                                                                         | [ ۲۷ ]               |
| ۱۹۵۱ | خنده در بهشت          | دختر سیگار به دست                    |                                                                         | [ ۲۸ ]               |
| ۱۹۵۱ | تبهکاران لاوندر هیل   | چیکیتا                               |                                                                         | [ ۲۹ ]               |
| ۱۹۵۲ | افراد مرموز           | نورا برنتانو                         |                                                                         | [ ۳۰ ]               |
| ۱۹۵۲ | کودک مونت کارلو       | لیندا فارل ملیسا فارل (نسخه فرانسوی) | همزمان به فرانسوی و انگلیسی تولید شد. فرانسوی: Nous irons à Monte-Carlo‎ | [ ۳۱ ] [ ۳۲ ] [ ۳۳ ] |
| ۱۹۵۳ | تعطیلات رمی           | پرینسس آن                            |                                                                         | [ ۳۴ ]               |
| ۱۹۵۴ | سابرینا               | سابرینا فیرچایلد                     | انگلستان: سابرینای زیبا                                                 | [ ۳۵ ] [ ۳۶ ]        |
| ۱۹۵۶ | جنگ و صلح             | ناتاشا روستوا                        |                                                                         | [ ۳۷ ]               |
| ۱۹۵۷ | عشق در بعدازظهر       | آرین چاواس                           |                                                                         | [ ۳۸ ]               |
| ۱۹۵۷ | مضحک‌روی               | جو استاکتون                          |                                                                         | [ ۳۹ ]               |
| ۱۹۵۹ | عمارت‌های سبز          | ریما                                 |                                                                         | [ ۴۰ ]               |
| ۱۹۵۹ | داستان راهبه          | خواهر لوک                            |                                                                         | [ ۱۷ ]               |
| ۱۹۶۰ | نابخشوده              | ریچل زاکری                           |                                                                         | [ ۱۷ ]               |
| ۱۹۶۱ | صبحانه در تیفانی      | هالی گولایتلی                        |                                                                         | [ ۱۷ ]               |
| ۱۹۶۱ | ساعت بچه‌ها            | کارن رایت                            |                                                                         | [ ۱۷ ]               |
| ۱۹۶۳ | معما                  | رجینا لامپرت                         |                                                                         | [ ۴۱ ]               |
| ۱۹۶۴ | پاریس در تب‌وتاب       | گابریله سیمپسون                      |                                                                         | [ ۴۲ ]               |
| ۱۹۶۴ | بانوی زیبای من        | الایزا دولیتل                        |                                                                         | [ ۱۷ ]               |
| ۱۹۶۶ | چگونه یک‌میلیون بدزدیم | نیکول بونت                           |                                                                         | [ ۱۷ ]               |
| ۱۹۶۷ | دو تا برای جاده       | جوانا والاس                          |                                                                         | [ ۴۳ ]               |
| ۱۹۶۷ | تا تاریکی صبر کن      | سوزی هندریکس                         |                                                                         | [ ۴۴ ]               |
| ۱۹۷۶ | رابین و ماریان        | دوشیزه ماریان                        |                                                                         | [ ۴۵ ]               |
| ۱۹۷۹ | وراثت                 | الیزابت روف                          |                                                                         | [ ۴۶ ]               |
| ۱۹۸۱ | آن‌ها همگی خندیدند     | آنجلا نیوتس                          |                                                                         | [ ۴۷ ]               |
| ۱۹۸۹ | همیشه                 | هاپ                                  |                                                                         | [ ۴۸ ]               |

## تلویزیون

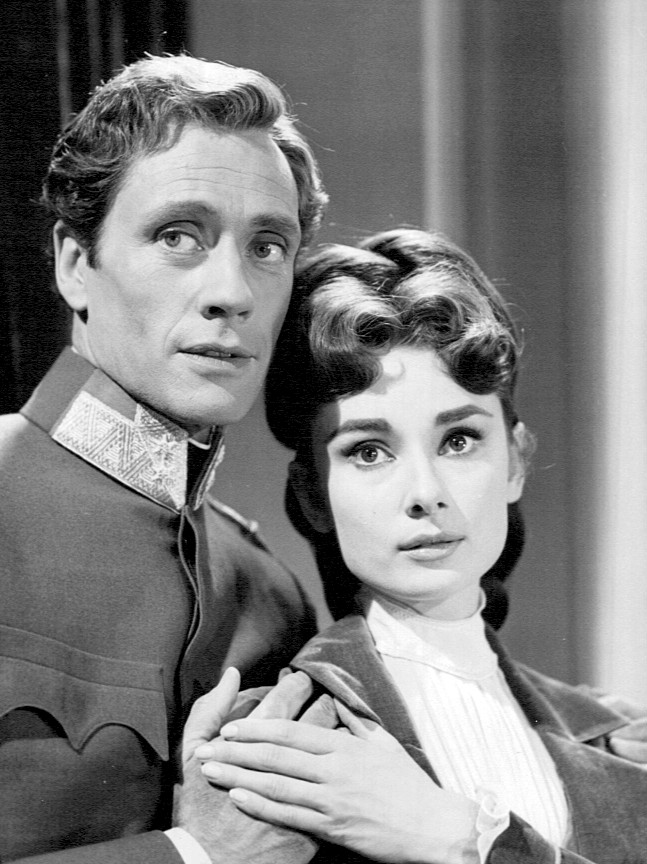
هپبورن (راست) و مل فرر (سمت چپ) در اپیزود تلویزیونی مایرلینگ (۱۹۵۷)

| سال  | عنوان                      | نقش              | یادداشت‌ها                            | م.                   |
| ---- | -------------------------- | ---------------- | ------------------------------------ | -------------------- |
| ۱۹۵۰ | جنگ نمایشی شنبه شب         | ناشناخته         | ۳ قسمت                               | [ ۴۹ ] [ ۵۰ ] [ ۵۱ ] |
| ۱۹۵۱ | تئاتر یکشنبه شب            | سلیا             | قسمت: «دهکده ساکت»                   | [ ۵۲ ]               |
| ۱۹۵۲ | کارگاه تلویزیونی سی‌بی‌اس    | ویرجینیا فورسایت | قسمت: «روز بارانی در تقاطع بهشت»     | [ ۵۳ ] [ ۵۴ ]        |
| ۱۹۵۷ | ویترین تولیدکنندگان        | ماری وتسرا       | قسمت: «مایرلینگ»                     | [ ۵۵ ]               |
| ۱۹۷۰ | یک دنیا عشق                | خودش             | ویژه یونیسف                          | [ ۵۶ ]               |
| ۱۹۸۷ | عشق میان دزدان             | کارولین دولاک    | فیلم تلویزیونی                       | [ ۵۷ ] [ ۵۸ ]        |
| ۱۹۸۸ | استادهای آمریکایی          | خودش             | قسمت: «کارگردانی ویلیام وایلر» مستند | [ ۵۹ ]               |
| ۱۹۸۸ | گرگوری پک: مرد خودش        | خودش             | مستند                                | [ ۶۰ ]               |
| ۱۹۹۳ | باغ‌های جهان با آدری هپبورن | خودش             | سریال مستند                          | [ ۶۱ ]               |

## صحنه
| سال(ها)   | عنوان            | نقش         | تئاتر             | یادداشت‌ها                  | م.            |
| --------- | ---------------- | ----------- | ----------------- | -------------------------- | ------------- |
| ۱۹۴۹–۱۹۴۸ | کفش‌های دکمه بالا | عضو گروه کر | هیپودروم لندن     |                            | [ ۶۲ ]        |
| ۱۹۴۹      | سس تارتار        | عضو گروه کر | تئاتر کمبریج      |                            | [ ۱۷ ] [ ۶۳ ] |
| ۱۹۵۰      | سس پیکانته       | نقش اصلی    | تئاتر کمبریج      |                            | [ ۱۷ ]        |
| ۱۹۵۲–۱۹۵۱ | جیجی             | جیجی        | تئاتر فالتون      | ۲۴ نوامبر ۱۹۵۱–۳۱ مه ۱۹۵۲  | [ ۶۴ ]        |
| ۱۹۵۴      | اوندین           | اوندین      | تئاتر خیابان ۴۶ام | ۱۸ فوریه ۱۹۵۴–۳ ژوئیه ۱۹۵۴ | [ ۶۵ ]        |

## واژه‌نامه
1. ↑  Saturday Night Revue
2. ↑  The Silent Village
3. ↑  Rainy Day at Paradise Junction
4. ↑  Mayerling
5. ↑  A World of Love
6. ↑  Gregory Peck: His Own Man
7. ↑  Sauce Tartare
8. ↑  Sauce Piquante